# 11636 Pezinok
11636 Pezinok è un asteroide della fascia principale. Scoperto nel 1996, presenta un'orbita caratterizzata da un semiasse maggiore pari a 2,5277449 UA e da un'eccentricità di 0,1156923, inclinata di 7,28101° rispetto all'eclittica.